# Рудненська міська адміністрація
Ру́дненська міська адміністрація (каз. Рудный қаласы әкімдігі, рос. Рудненская городская администрация) — адміністративна одиниця у складі Костанайської області Казахстану. Адміністративний центр — місто Рудний.

## Історія
11 липня 2018 року до складу адміністрації була включена територія площею 5,02 км² Костанайського району.

## Населення
Населення — 124046 осіб (2021; 122980 у 2009, 122274 у 1999, 140536 у 1989).
Національний склад (станом на 2010 рік):
- росіяни — 73024 особи (58,34%)
- казахи — 25956 осіб (20,74%)
- українці — 12681 особа (10,13%)
- німці — 3531 особа (2,82%)
- татари — 3345 осіб (2,67%)
- білоруси — 2533 особи (2,02%)
- башкири — 750 осіб
- корейці — 335 осіб
- мордва — 315 осіб
- молдовани — 269 осіб
- поляки — 255 осіб
- вірмени — 238 осіб
- удмурти — 194 особи
- чеченці — 188 осіб
- азербайджанці — 171 особа
- чуваші — 73 особи
- інгуші — 50 осіб
- інші — 1271 особа

## Склад
До складу адміністрації входять місто Рудний, а також 2 селищні адміністрації:
| Поселення                       | Населення, осіб (1989) | Населення, осіб (1999) | Населення, осіб (2009) | Населення, осіб (2021) | Центр      | К-ть нп |
| ------------------------------- | ---------------------- | ---------------------- | ---------------------- | ---------------------- | ---------- | ------- |
| Рудний, місто                   | 124300                 | 109515                 | 109659                 | 112052                 | -          | 1       |
| Павловський, смт                | 2367                   | -                      | -                      | -                      | -          | -       |
| Горняцька селищна адміністрація | 601                    | 2028                   | 1964                   | 1799                   | Горняцький | 2       |
| Качарська селищна адміністрація | 13268                  | 10731                  | 11357                  | 10195                  | Качар      | 1       |

## Найбільші населені пункти
Населені пункти з чисельністю населення понад 1000 осіб:
| № | Населений пункт | Населення, осіб (1989) | Населення, осіб (1999) | Населення, осіб (2009) | Населення, осіб (2021) |
| - | --------------- | ---------------------- | ---------------------- | ---------------------- | ---------------------- |
| 1 | Рудний          | 124300                 | 109515                 | 109659                 | 112052                 |
| 2 | Качар           | 13268                  | 10731                  | 11357                  | 10195                  |
| 3 | Горняцький      | -                      | 1270                   | 1462                   | 1234                   |